# Louis Schneegans
Pour les articles homonymes, voir Schneegans.
Louis Schneegans, né le 21 août 1812 à Strasbourg, ville où il est mort le 1er avril 1858, est un historien français qui fut archiviste de la ville de Strasbourg.

## Biographie

### Activités scientifiques
Louis Schneegans est né dans une famille strasbourgeoise, il est le fils de Valentin Schneegans, homme de loi et avocat et d'Élisabeth Cuntz. Il devient avoué au tribunal de Strasbourg, puis en 1836, est sollicité pour travailler au Courrier du Bas-Rhin. Il ne peut prétendre à une carrière académique, mais devient bibliothécaire, à un poste d'adjoint, dans sa ville natale. La publication de son ouvrage sur l'église Saint-Thomas lui permet d'obtenir la place d'archiviste municipal, et ainsi de continuer à publier des travaux historiques dans les Elsässische neujahrsblätter d'Auguste Stœber et Friedrich Otte. Il s'investit particulièrement dans une étude historique de la cathédrale strasbourgeoise, dont il publie certains éléments, notamment sous la forme d'un article intitulé Essai historique sur la cathédrale de Strasbourg (1836, Revue d'Alsace). Il publie régulièrement des travaux historiques dans la Revue d'Alsace et à l'Alsatia. Il a également soutenu une thèse de doctorat de droit sur travaux, en 1841, à l'université de Strasbourg.
Il meurt à Strasbourg à l'âge de 45 ans d'une maladie pulmonaire.

### Vie privée
Louis est l'époux d'Élisabeth Louise Bartholmé, elle aussi d'origine strasbourgeoise, née dans cette ville le 1er juin 1814, et décédée à Munich le 20 août 1883. Leur fils, Ludwig Schneegans, né le 16 décembre 1842 à Strasbourg, étudie au gymnase protestant Jean-Sturm, puis à l'université de Strasbourg, à celle d'Iéna et enfin à Berlin (1862-1863). Il est chargé de cours en langue allemande au lycée du Mans (1864) et à Rennes (1865), avant de demander un congé d'une année qu'il passe en Allemagne et met à profit pour publier une tragédie, Tristan. En 1869, il démissionne de l'enseignement et se consacre à une activité d'auteur dramatique, de poète, de traducteur de poèmes français en allemand et d'éditeur d'une anthologie de poèmes alsaciens. Il épouse le 16 septembre 1876 à Vienne Marie Raulo, née le 3 septembre 1848, qui lui donnera deux filles, Thérèse et Eva, avant de divorcer. Il meurt à Vienne, ville où il s'est fixé, le 12 août 1922.

## Œuvres
- (de) Die Schlacht von Hausbergen. Episode aus dem Freiheitskrieg der Stadt Strassburg gegen Bischof Walther von Geroldseck, 1262
- « Essai historique sur la cathédrale de Strasbourg », in Revue d'Alsace, 1836[11]
- Le grand pèlerinage des Flagellants à Strasbourg, en 1349, G. Silbermann, 1837
- « Jacques Frédéric Kirstein », in Album alsacien, 1838
- Vues générales sur l'enseignement du droit ecclésiastique protestant en France, G. Silbermann, 1840
- Notice sur Closener et Kœnigshoven et leurs chroniques allemandes, G. Silbermann, 1842
- Livre en ligne L'église de Saint-Thomas à Strasbourg et ses monuments : essai historique et descriptif, imprimerie de G. L. Schuler, Strasbourg, 1842, 318 p.
- Die steinernen Maenner zu Strassburg (Bâle), 1845
- « Les architectes de Strasbourg : Notice sur les marques et écussons des anciens maîtres d'œuvre, maîtres-tailleurs de pierre et maçons de Strasbourg », in Annales archéologiques, 1849
- L'épitaphe d'Erwin de Steinbach, à la cathédrale de Strasbourg, Decker, Colmar, 1852
- « Les anciennes cloches de Mutzig, de Diemeringen et de Wissembourg », in Bulletin du comité de la langue, de l'histoire et des arts de la France, s. d.
- (de) Strassburgische Geschichten, Sagen, Denkmäler, Inschriften, Künstler, Kunstgegenstände und Allerlei : 1847-1853, Dannbach, Strasbourg, 1855
- Mémoire historique sur l'ancienne école paroissiale du Temple-Neuf : rédigé en 1851 par l'archiviste de la ville de Strasbourg, et ayant surtout pour objet d'exposer les obligations qui étaient à la charge des fondations protestantes au sujet de l'entretien de ladite école, Huder, Strasbourg, 1856
- (de) « Hans Waechtelin, Maler und Zeichner in Strassburg », in Archiv für die zeichnenden Künste (Leipzig), 1856
- (de) Das Kœnigsbild auf den Graeten am Muenster zu Strassburg, J. B. Rissler, Mulhouse, 1857
- (de) Die kurze schandbare Tracht des fuenfzehnten Jahrhunderts zu Strassburg und im Elsasse, Nuremberg ?, 1857
- « Quelques observations au sujet du projet de restauration du mur-païen et des mutilations que vient d'essuyer ce monument », in Revue d'Alsace, 1857
- « Jean Bein », in Revue d'Alsace, 1858
- (de) « Das Siegel Gutenbergs, b. c. d. die Siegel Andreas Heilmans, Konrad's von Sasbach und H. Epsteins, nebst e. das Wappen der Gänsfleisch, letzteres nach einer alten Zeichnung des Strassburger Malers Seb. Büchelens vom Jahr 1589 », in Lempertz, Bilder-Hefte zur Geschichte des Bücherhandels, 1858
- Document relatif à l'histoire des procès de sorcellerie dans le Haut-Rhin dans la seconde moitié du seizième siècle, Decker, Colmar, 1869